# Pave Bonifatius 4.
Bonifatius 4. (ca. 550 - 25. maj 615) var pave fra 25. september 608 til sin død i 615. Han blev helgenkåret i den romerskkatolske kirke med en universel faste, der falder d. 25. maj.